# Picramniaceae
Picramniaceae er en plantefamilie, der findes udbredt i Mellem- og Sydamerika. Den består af 2 slægter og omtrent 50 arter. Det er små træer med bittert smagende bark og med skruestillede, sammensatte blade. Småbladene sidder spredt langs bladets akse. De små blomster er samlet i klaser. Her nævnes blot de to slægter, der i øvrigt er temmelig ukendte.
| Slægter |

- Alvaradoa
- Picramnia